# Leah Gibson
Leah Diane Gibson (Victoria, 3 de enero de 1985) es una actriz de cine y televisión canadiense.

## Primeros años
Leah Gibson nació en Victoria, Columbia Británica. Comenzó a bailar a la edad de cuatro años, lo que llevó a la formación y el rendimiento en los intereses vocacionales, como el ballet y muchas formas de jazz. En los primeros años de baile y canto, descubrió el teatro musical. Fue enviada a un instituto especializado en bellas artes, manteniendo calificaciones de honor y graduándose entre los mejores de la clase. Gibson estudió psicología en la Universidad de Victoria. Fue lanzada en su primera producción teatral, y se retiró de la universidad. La compañía que viajaba perdió su financiación en 2 meses, y el espectáculo fue cancelado. Gibson se mudó a Vancouver en persecución de una carrera como actriz.

## Carrera
En 2007, Gibson empezó su carrera en la televisión, apareciendo en Psych, en la película televisiva Second Sight, y en la miniserie Tin Man. Personificó a Penelope en Odysseus: Voyage to the Underworld (2008). Su primer papel importante fue el de Amy Singer en The Devil's Ground (2009). El mismo año, apareció como la novia de Silhouette en Watchmen. El mismo año apareció en Happy to Be Here (2009). Continuó su carrera televisiva en Stranger with My Face (2009), y apareció como Hannah en dos episodios de Riese (2009). En 2010, Gibson interpretó a Nettie en Eclipse, y se unió al reparto de A Night for Dying Tigers. De 2010 a 2011, protagonizó dos cortometrajes, The Metal Box (2010) y The Fence (2011). En 2010, también tuvo un papel menor en la película para televisión Betwixt. Gibson hizo el papel del avatar Emmanuelle en tres episodios de la serie Caprica (2010). Tuvo una aparición especial en la serie Supernatural en el episodio "Two Minutes to Midnight". En 2011, apareció en Rise of the Planet of the Apes como Alyssa Williams. Sus posteriores apariciones televisivas incluyen He Loves Me (2011) y Soldiers of the Apocalypse (2011). También appareció en Kill for Me (2013) como Natalie Ross, Indie Jonesing (2012) como Gina y en el cortometraje Leave Us Alone (2012). En el transcurso de cinco episodios, ha dado vida a Candi Lussier en Arctic Air (2012-2013). El trabajo de Gibson en 2012 constó de episodios en The True Heroines, y el episodio piloto para la serie American Housewife.
En 2018, apareció en la segunda temporada de la serie de Netflix, Jessica Jones, en el papel de Inez Green.

## Vida personal
Gibson tiene una hermana gemela llamada Erin.

## Filmografía
| Año  | Título                             | Papel               | Notas        |
| ---- | ---------------------------------- | ------------------- | ------------ |
| 2008 | Odysseus: Voyage to the Underworld | Penélope            |              |
| 2009 | The Devil's Ground                 | Amy Singer          |              |
| 2009 | Watchmen                           | Novia de Silhouette |              |
| 2009 | Happy to Be Here                   | Barbara             |              |
| 2010 | The Metal Box                      | Anna                | Cortometraje |
| 2010 | The Twilight Saga: Eclipse         | Nettie              |              |
| 2010 | A Night for Dying Tigers           | Carly               |              |
| 2011 | The Fence                          | Autumn              | Cortometraje |
| 2011 | Rise of the Planet of the Apes     | Alyssa Williams     |              |
| 2012 | Kill for Me                        | Natalie Ross        |              |
| 2012 | Indie Jonesing                     | Gina                |              |
| 2012 | Leave Us Alone                     | no acreditada       | Cortometraje |
| 2013 | Crook                              | Tricky              |              |
| 2014 | What an Idiot                      | Grace               |              |

| Año       | Título                         | Papel                | Notas                                                                                      |
| --------- | ------------------------------ | -------------------- | ------------------------------------------------------------------------------------------ |
| 2007      | Psych                          | Prostituta           | Episodio: "Rob-a-Bye Baby"                                                                 |
| 2007      | Second Sight                   | Nicole Smittz        | Película para TV                                                                           |
| 2007      | Tin Man                        | Bailarina de Twister | Episodios: "Into the Storm" "Search for the Emerald" "Tin Man"                             |
| 2009      | Stranger with My Face          | Enfermera de Lia     | Película para TV                                                                           |
| 2009      | Riese                          | Hannah               | Episodios: "Fragments" "Bind"                                                              |
| 2010      | Betwixt                        | Emily                | Película para TV                                                                           |
| 2010      | Caprica                        | Emmanuelle           | Episodios: "The Imperfections of Memory" "Ghosts in the Machine" "End of Line"             |
| 2010      | Supernatural                   | Palomino             | Episodio: "Two Minutes to Midnight"                                                        |
| 2011      | He Loves Me                    | Sophie Hawkins       | Película para TV                                                                           |
| 2011      | Soldiers of the Apocalypse     | Ella Sticks          | Episodio: "Any Last Words?"                                                                |
| 2012-2013 | Arctic Air                     | Candi Lussier        | Episodios: "Out of a Clear Blue Sky" "All In" "New North" "Old Wounds" "Hell Hath No Fury" |
| 2012      | The True Heroines              | Ruby Fitzgerald      | Episodios: "For All We Know" "Come On-a My House"                                          |
| 2012      | Dark Universe                  | Chloe Banks          | Miniserie de TV                                                                            |
| 2012      | American Housewife             | No acreditada        | Piloto para TV                                                                             |
| 2013      | Eve of Destruction             | Chloe Banks          | Miniserie de TV                                                                            |
| 2013      | Rogue                          | Cathy Laszlo         | 10 episodios                                                                               |
| 2014      | Once Upon a Time in Wonderland | Nyx                  | Episodios: "Dirty Little Secrets", "To Catch a Thief" y "And They Lived..."                |
| 2015      | The Returned                   | Lucy McCabe          | Papel Recurrente Lucy McCabe                                                               |
| 2015      | Seeds of Yesterday             | Melodie              | Película para televisión                                                                   |
| 2016      | The 100                        | Gina Martin          |                                                                                            |
| 2018      | Jessica Jones                  | Inez Green           | Segunda temporada; personaje secundario                                                    |
| 2021      | Batwoman                       | Tatiana/The Whisper  | Segunda temporada; personaje recurrente                                                    |